# 东武城县
東武城縣，始置於西漢高祖四年（公元前203年），因左馮翊有武城縣，為避同名，故加“東”字進行區別，屬清河郡管轄，治所在衛運河以西，今河北省衡水市故城縣南部與山東省德州市武城縣一帶。西晉太康年間，東武城縣去掉東字，以後也稱“武城縣”，自西漢始設至北宋大觀年間，除北齊天保七年（556年）至隋朝開皇六年（586年）期間治所設在今河北省邢台市清河縣西北外，其余時間治所均在今河北省衡水市故城縣南部。